# Dagger Peak
Der Dagger Peak (englisch für Dolchspitze) ist ein 90 m hoher Felssporn im Norden der James-Ross-Insel östlich der Nordspitze der Antarktischen Halbinsel. Er ragt steil am westlichen Ende des Comb Ridge nahe dem Ausläufer der Halbinsel The Naze unmittelbar südlich der Trinity-Halbinsel auf.
Das Gebiet um diesen Felsen wurde erstmals 1902 von Teilnehmern der Schwedischen Antarktisexpedition (1901–1903) unter der Leitung Otto Nordenskjölds erkundet. Der Falkland Islands Dependencies Survey kartierte ihn 1945 und gab ihm seinen deskriptiven Namen.